# Albany (contea di Pepin, Wisconsin)
Albany è un comune (town) degli Stati Uniti d'America, situata nella Contea di Pepin nello Stato del Wisconsin. La popolazione era di 620 abitanti al censimento del 2000.